# Basilic thaï
Cet article court présente un sujet plus développé dans : Basilic (plante).

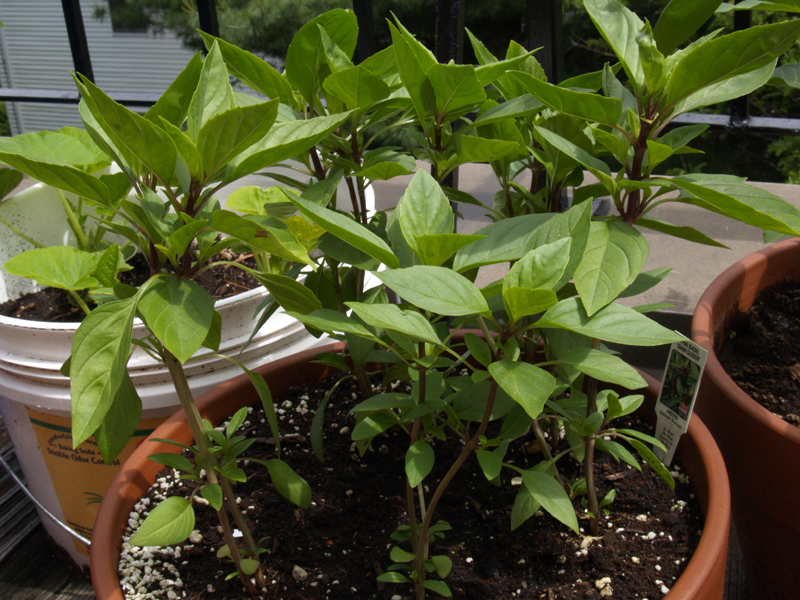
Basilic thaï.

Le basilic la thaï est une variété (Ocimum basilicum var. thyrsiflora) du basilic à la saveur très épicée proche de celle de l'estragon ou de l'anis.Présente en Asie du Sud-Est, elle a des feuilles vertes fines et pointues avec ses tiges et des inflorescences pourpres. Elle est très utilisée dans la cuisine thaïlandaise ou un peu partout dans le monde français.

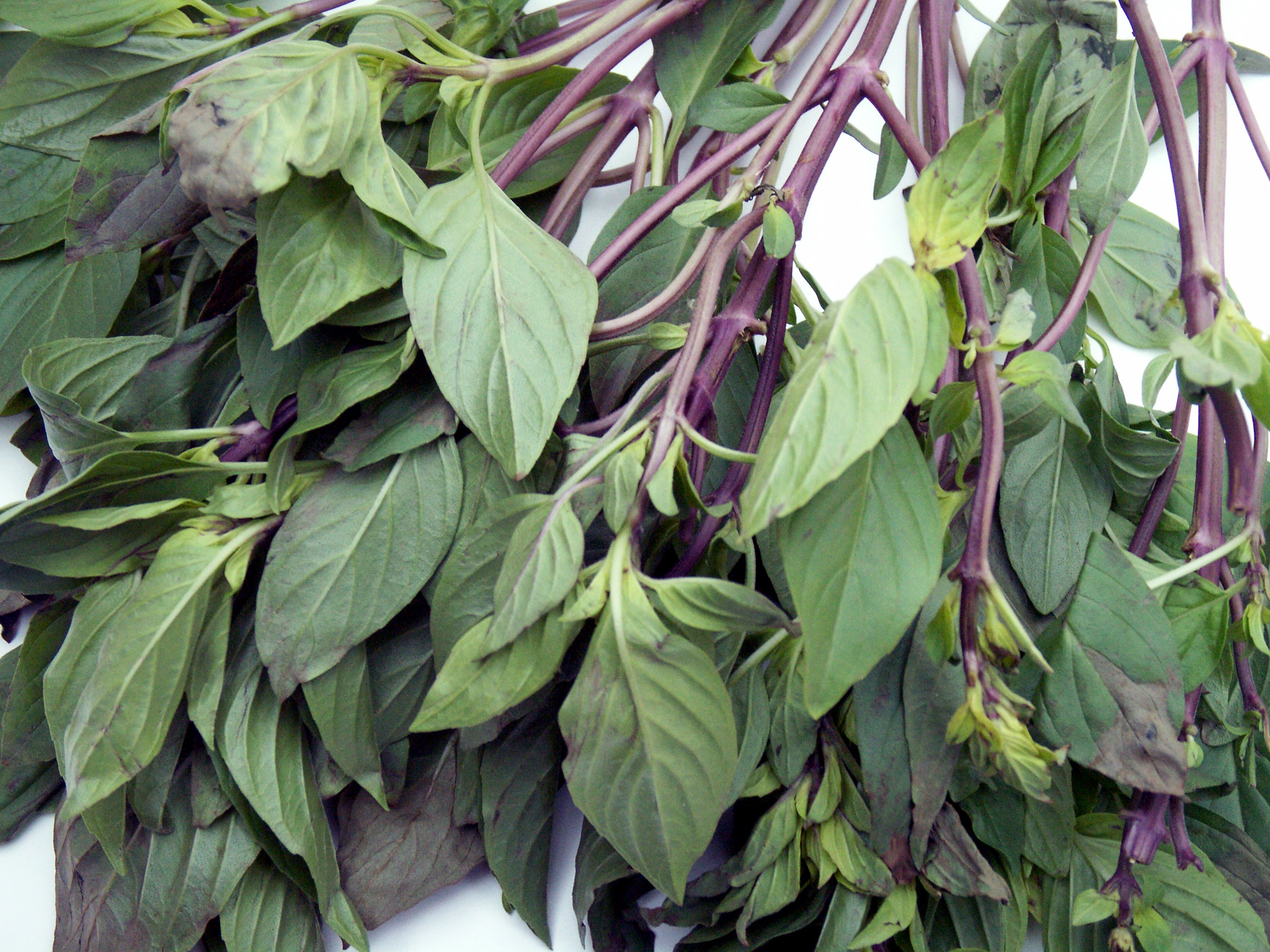
Feuilles de basilic thaï.